# 1025
سنة 1025 كانت سنة بسيطة تبدأ يوم الجمعة (الرابط يظهر نموذج التقويم الكامل للسنة) من التقويم اليولياني. بدأت تسمية السنة ب1025 منذ العصور الوسطى المبكرة، عندما أصبح تقويم أنو دوميني هو الأسلوب السائد في أوروبا لتسمية السنوات.

## مواليد
- رودولف من راينفيلدن
- عبيد الله بن طاهر الحسني

## وفيات
- القاضي عبد الجبار
- باسيل الثاني
- بوليسلاف الأول شروبري
- سي شوناغون
- محمد المستكفي بالله